# Matthias Witthaus
Matthias Witthaus, né le 11 octobre 1982 à Oberhausen, est un joueur allemand de hockey sur gazon.
Il fait partie de l'équipe d'Allemagne de hockey sur gazon médaillée de bronze olympique aux Jeux d'été de 2004 à Athènes et championne olympique aux Jeux olympiques d'été de 2008 et aux Jeux olympiques d'été de 2012.

## Palmarès

### Jeux olympiques
- Jeux olympiques d'été de 2004 à Athènes,  Grèce
  -  Médaille de bronze
- Jeux olympiques d'été de 2008 à Pékin,  Chine
  -  Médaille d'or
- Jeux olympiques d'été de 2012 à Londres,  Royaume-Uni
  -  Médaille d'or

### Championnats d'Europe
- Championnat d'Europe de hockey sur gazon masculin 2011 à Mönchengladbach,  Allemagne
  -  Médaille d'or

### Champions Trophy
- 2000 : Médaille d'argent
- 2001 : Médaille d'or
- 2002 : Médaille d'argent
- 2006 : Médaille d'argent
- 2007 : Médaille d'or